# 小行星2172
小行星2172（2172 Plavsk）是一颗围绕太阳公转的小行星。1973年8月31日，塔瑪拉·斯米爾諾娃在克里米亚发现了此天体。
該小行星以俄羅斯的城市普拉夫斯克命名。
这颗小行星的绝对星等为335.06848等。